# Scutiger bhutanensis
Scutiger bhutanensis är en groddjursart som beskrevs av Magali Delorme och Dubois 200. Scutiger bhutanensis ingår i släktet Scutiger och familjen Megophryidae. Inga underarter finns listade i Catalogue of Life.
Detta groddjur är känd från Jigme Singye Wangchuck nationalparken i centrala Bhutan och från en annan plats i landet som saknar exakt beskrivning. Den förstnämnda fyndplatsen ligger 3950 meter över havet. Exemplar från Jigme Dorji nationalparken tillhör en annan art. Scutiger bhutanensis lever vid permanenta och tillfälliga pölar. Grodynglens metamorfos sker i vattnet.
Skyddsåtgärderna i nationalparken är tillräckliga. Nästan 15 groddjur i regionen testades för Batrachochytrium dendrobatidis. Alla test var negativ. Storleken av groddjurets population är okänd. IUCN kategoriserar arten globalt som otillräckligt studerad.